# 阿罗瓦德洛斯蒙特斯
阿罗瓦德洛斯蒙特斯，是西班牙卡斯蒂利亚-拉曼恰雷阿尔城省的一个市镇。 总面积62平方公里，总人口608人（2001年），人口密度10人/平方公里。